# Suffolk (oveja)
Suffolk es una raza de ovejas de cara negra, originaria de Inglaterra, es una raza multipropósito, criadas por su carne y por la lana, esta raza se logró con el cruce de la raza southdown y Norfolk Horn.

## Hembras
Son en su mayoría criadas para la producción de lana y carne, especialmente cuando son cruzadas con la progenie de una oveja Welsh Mountain. Por ejemplo, una oveja upland de raza pura como una oveja Welsh Mountain podría ser criada con un macho Bluefaced Leicester. Este será un Welsh Mule, uno de muchos diferentes tipos de ovejas hembras de raza media. El cordero producido cuando una oveja hembra de raza media es cruzada con un macho Suffolk (tanto como con otras razas como Texel, Beltex, o Charollais) es considerado ideal para la producción de carne por su buena conformación. El cordero tiene los beneficios de cuidado fácil de una oveja de montaña y el crecimiento excelente de un macho Suffolk. La raza Suffolk también es más resistente a la fotosensibilización causada por el consumo de Narthecium ossifragum. La luz del sol empeora la condición, pero las cabezas y orejas negras del Suffolk limitan la luz que llega a la piel.
Ovejas Suffolk también son presentados en eventos de jóvenes y adultos. Organizaciones como el FFA y 4-H permiten que estudiantes de secundaria aprendan responsabilidad por medio de enseñarles los corderos de mercado y la crianza de ovejas. Las ovejas pueden ser de raza pura o comercial (cruzadas)

## Orígenes
Las ovejas Suffolk fueron desarrollados en Inglaterra como resultado del cruzamiento de machos Southdown con hembras Norfolk Horned. El producto de este cruzamiento fue un mejoramiento de las razas de los parientes.

## Características
esta especie están en rango de 110 a 160 kg, el peso de las hembras varían desde los 80 a los 110 kg. Los vellones de lana se consideran de tipo medio con un diámetro de fibra de 25,5 a 33 micrones, la longitud de la mecha es de 50 a 90 mm.